# نبيل الغيشان
نبيل ميخائيل عودة الغيشان (28 ديسمبر 1957 -) صحافي ونائب أردني سابق. ولد في مادبا في الأردن لأسرة مسيحية. حصل نبيل الغيشان على شهادة الثانوية العامه الأردنية من مأدبا ومن ثم أكمل تعليمه الجامعي في الاتحاد السوفيتي سابقا في تخصص التلفزيون عام 1985 من جامعة موسكو/ كلية الصحافة والإعلام.
وهو عضو نقابة الصحفيين منذ عام 1994 وعضو اتحاد الصحفيين العرب وعضو الاتحاد الدولي للصحفيين في بروكسل.

## الخبرات العملية
- نائب في البرلمان الاردني عن محافظة مادبا 2016 - 2020
- معد ومقدم برنامج حواري سياسي على إذاعة المملكة الأردنية منذ آب 2014 إلى عام 2015. [2]
- رئيس تحرير صحيفة «العرب اليوم» من حزيران 2012 وحتى 31 آب 2013.
- مدير مكتب صحيفة «الحياة» اللندنية في عمان منذ 2005 وحتى 2012.
- مدير تحرير دائرة المحليات في «العرب اليوم» 2011-2012.
- نائب نقيب الصحافيين الاردنيين لعدة دورات
- رئيس قسم المندوبين في «العرب اليوم» من 1998-2011.